# Dorycnia funeta
Dorycnia funeta är en insektsart som först beskrevs av Melichar 1903.  Dorycnia funeta ingår i släktet Dorycnia och familjen dvärgstritar. Inga underarter finns listade i Catalogue of Life.